# Мошки
Мо́шки (лат. Simuliidae) — семейство двукрылых насекомых, самки имаго которых в большинстве случаев являются компонентом комплекса гнуса. В настоящий момент в мировой фауне насчитывается около 2000 видов мошек. Ближайшими ныне живущими родственниками мошек считаются комары-дергуны. Мошки являются переносчиками нескольких заболеваний, включая онхоцеркоз в Африке (Simulium damnosum и S. neavei) и Америке (S. callidum и S. metallicum в Центральной Америке, S. ochraceum в Центральной и Южной Америках). 

## Описание
Мошки — это тёмныe насекомые, длиной 2—4 миллиметра. Ротовой аппарат их колюще-сосущего типа. Глаза крупные, фасетчатые. Короткие, толстые усики состоят из 22 члеников. Грудь горбатая. К груди прикреплены три пары коротких ног и одна пара широких больших крыльев. По внешнему виду мошки похожи на мелких мух.

## Ареал
Мошки населяют все континенты, кроме Антарктиды. На остальных частях суши распространены повсеместно, кроме отдельных удалённых островов и пустынь, лишённых рек.

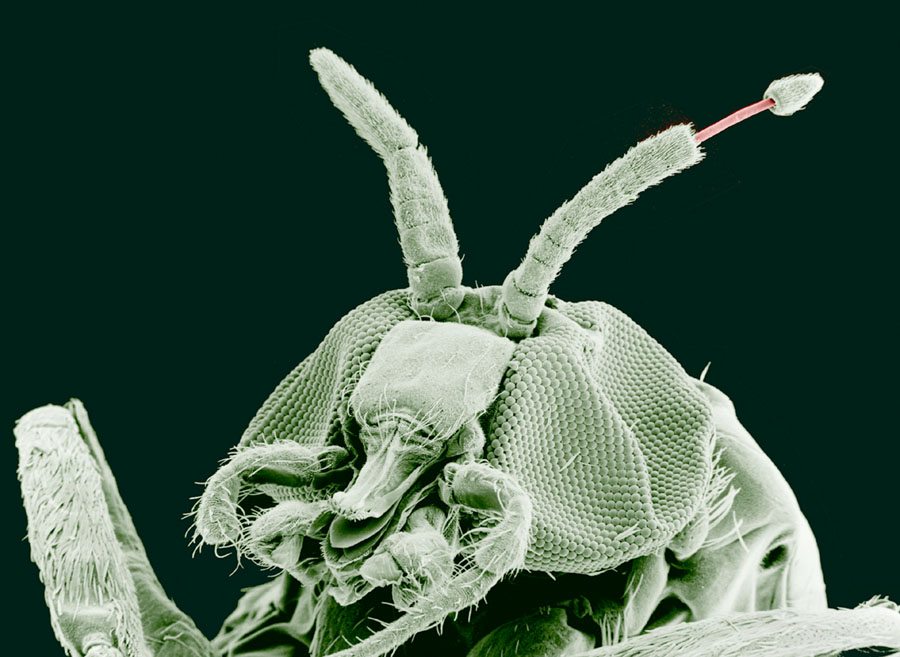
Голова Simulium yahense, представителя типового рода семейства, крупным планом

## Образ жизни
Как и у всех прочих двукрылых насекомых, у мошек четыре фазы развития: яйцо, личинка, куколка, имаго. При этом все фазы, кроме имаго, живут в водоёмах, преимущественно проточных. Личинки мошек — фильтраторы или отскрёбыватели — питаются водными микроорганизмами. В кишечнике личинок мошек обитают симбиотические бактерии, помогающие им усваивать целлюлозу. При этом большую часть времени личинки прикреплены к субстрату (камням, водным растениям, мусору) специальным образованием — задним прикрепительным органом, состоящим из множества рядов крючьев. Второе подобное образование располагается на грудной «ноге» и служит для переползания по субстрату. Личинки и куколки некоторых видов мошек используют в качестве субстрата других водных членистоногих — крабов и личинок подёнок. Окукливание происходит в коконе, строение которого различается у разных видов.
Антропогенный мусор также используется личинками мошек в качестве субстрата, причём плотность заселения выше, чем на естественных субстратах.
Питание имаго двойственно: самцы всех без исключения видов мошек питаются нектаром цветковых растений, самки большинства видов мошек питаются нектаром и пьют кровь теплокровных животных: млекопитающих и птиц — кровь им нужна как источник белка для откладывания яиц. Некоторые виды мошек делают первую кладку, используя запас белков имаго. Такие виды распространены на полярных и горных территориях, где мало «доноров», этот механизм позволяет мошкам выжить без кровососания. Также известны 37 видов, которые совсем не питаются кровью.
При поиске жертв самки используют обоняние (на больших дистанциях), зрение и терморецепцию (на малых).
Взрослые самцы мошек живут в среднем несколько дней, взрослые самки — от 3−4 недель, до (реже) 2−3 месяцев.

## Палеонтология
В ископаемом состоянии очень редки. Всего известно 16 находок мезозойского возраста, которые были отнесены к шести монотипическим родам. Ископаемые мошки известны со средней юры или же, по другим данным, с границы юры и мела.

## Классификация
Включает два подсемейства, 33 рода и 2351 вид:
- Подсемейство Parasimuliinae Smart, 1945
  - Parasimulium Malloch, 1914
- Подсемейство Simuliinae Newman, 1834
  - Триба Prosimuliini Enderlein, 1921
    - †Gydarina Kalugina, 1991
    - Gymnopais Stone, 1949
    - Helodon Enderlein, 1921
    - † Kovalevimyia Kalugina, 1991
    - Levitinia Chubareva & Petrova, 1981
    - Prosimulium Roubaud, 1906
    - † Simulimima Kalugina, 1985
    - Twinnia Stone & Jamnback, 1955
    - Urosimulium Contini, 1963

  - Триба Simuliini Newman, 1834
    - Araucnephia Wygodzinsky & Coscarón, 1973
    - Araucnephioides Wygodzinsky & Coscarón, 1973
    - † Archicnephia Currie & Grimaldi, 2000
    - Austrosimulium Tonnoir, 1925
    - † Baisomyia Kalugina, 1991
    - Cnephia Enderlein, 1921
    - Cnesia Enderlein, 1934
    - Cnesiamima Wygodzinsky & Coscarón, 1973
    - Crozetia Davies, 1965
    - Ectemnia Enderlein, 1930
    - Gigantodax Enderlein, 1925
    - Greniera Doby & David, 1959
    - Lutzsimulium d’Andretta & d’Andretta, 1947
    - Metacnephia Crosskey, 1969
    - Paracnephia Rubtsov, 1962
    - Paraustrosimulium Wygodzinsky & Coscarón, 1962
    - Pedrowygomyia Coscarón & Miranda-Esquivel, 1998
    - Simulium Latreille, 1802
    - Stegopterna  Enderlein, 1930
    - Sulcicnephia Rubtsov, 1971
    - Tlalocomyia Wygodzinsky & Díaz Nájera, 1970
    - † Ugolyakia Perkovsky et Sukhomlin, 2018

  - Вымершие виды неясного систематического положения 
    - † Cretaceosimulium Vulcano, 1985
    - † Simuliites Kalugina, 1986

## Значение мошек

### В природе
Мошки являются неотъемлемым компонентом природных сообществ. Количество групп животных, для которых они являются пищей, исчисляется десятками. Личинками мошек питаются хищные личинки других насекомых и рыбы, взрослыми насекомыми питаются некоторые птицы, например трясогузки. Взрослые насекомые, питаясь нектаром цветков, опыляют растения. Личинки мошек могут служить индикатором чистоты водоёма.

### В жизни человека
Отёк от укуса мошек гораздо больше, чем от укуса комара, соответственно, и боль тоже. Это связано с тем, что при нападении мошка разрезает плоть и впрыскивает слюну, вызывающую кровотечение, в то время как комары прокалывают кожу при помощи тонкого длинного хоботка и высасывают кровь из капилляра. Мошки являются переносчиками опасных заболеваний: паразитарного онхоцеркоза скота и человека, лейкоцитозооноза птиц, а также вирусных заболеваний. Ферменты слюны мошки, впрыскиваемой в ранку при укусе, могут вызывать тяжёлую аллергическую реакцию — симулидотоксикоз.

### Условия активности мошек и защита от них
Мошки нападают при температуре от 8 до 30 °C, при ветре до 2 м/с. Защититься от мошек можно плотной прилегающей к телу одеждой и головным убором с противомоскитной сеткой (накомарником), пропитанной репеллентом.

## Мошки в искусстве
Канадский картограф, чертёжник и бард Уэйд Хемсворт написал в 1949 году песню The Black Fly после длительной работы на севере провинции Онтарио. В 1991 году мультипликатор Christopher Hinton создал одноимённый мультфильм по этой песне (Видео на YouTube).